# Vištytis (città)
Vištytis (in polacco Wisztyniec, in tedesco Wystiten, in yiddish Vishtinets) è una piccola città nel Comune distrettuale di Vilkaviškis, nel sud-ovest della Lituania.

## Geografia
La cittadina è situata sulla sponda nord-orientale del lago Vištytis, vicino al confine russo dell'oblast' di Kaliningrad.
Il Parco regionale di Vištytis si trova vicino alla città. A sud-ovest si trovano la collina fortificata di Vištytis e nel vicino villaggio di Nebūtkiemis si trova la grande pietra di Vištytis, anticamente un altare, dal 1964 monumento naturale archeologico.

## Storia
Vištytis fu fondata nella prima metà del XVI secolo, al confine con il Ducato di Prussia. La prima menzione della fortezza di Višytis risale al 1538. Intorno ad esso iniziò a crescere rapidamente un insediamento di lituani, polacchi, tedeschi e russi. L'8 settembre 1570 Sigismondo II Augusto di Polonia, in qualità di Granduca di Lituania, concesse a Vištytis i diritti e lo stemma della città, primo paese della regione.
Nel 1776 Vištytis perse i diritti di città, benché alcune amministrazioni rimasero, come è noto dai registri del 1785 e del 1790. I rappresentanti della città parteciparono al Grande Sejm e riuscirono a riavere i diritti di città ma non il privilegio reale, causando un conflitto con gli anziani locali e il caso venne portato in tribunale. Il giudizio del tribunale non è chiaro ma la città conservò una parte di autonomia nel XIX secolo.
Nel XIX secolo, a Vištytis aveva la sede di un'importante industria per la produzione di spazzole. Dopo la costruzione nel 1861 della linea ferroviaria da Königsberg, nella Prussia orientale, alla Russia attraverso Kybartai, alcuni chilometri più a nord, la città declinò rapidamente. A partire dal 1850, un numero significativo di ebrei della zona emigrò in Germania, Stati Uniti e Sudafrica. Nel 1915, la città fu devastata dalle truppe dell'esercito imperiale russo in ritirata dopo la seconda battaglia dei laghi Masuri.
Dopo il Patto Molotov-Ribbentrop del 1939, il territorio lituano sino al confine di Vištytis fu occupato dall'Armata Rossa. Immediatamente dopo l'inizio dell'Operazione Barbarossa (22 giugno 1941), Vištytis fu occupata dalle forze della Wehrmacht. Negli anni dell'Olocausto tutti gli ebrei di Vištytis furono uccisi, principalmente da collaborazionisti. Il numero esatto delle vittime non è stato accertato, almeno 220, circa 1 000 nel circondario. Prima furono fucilati gli uomini, poi le donne, per risparmiare le pallottole i bambini furono uccisi sbattendogli la testa contro gli alberi nel parco cittadino. Un primo memoriale fu eretto in epoca sovietica vicino al vecchio mulino, dedicato alle "vittime del nazismo"; successivamente venne eretta una lapide dedicata alle vittime ebraiche.

## Confine russo-lituano
Dal 1945 il confine tra Lituania e Russia era interno all'Unione Sovietica.
Dall'11 marzo 1990, con il ritorno all'indipendenza della Lituania il confine russo-lituano è ritornato confine internazionale e l'oblast' di Kaliningrad un'exclave. Nel 1997 Russia e Lituania hanno firmato un accordo di transfrontaliero, inteso a definire la demarcazione del confine e a ridurne i disagi, entrato in vigore nel 2003.
Pochi chilometri a sud di Vištytis si trova la triplice frontiera Lituania-Polonia-Russia (oblast' di Kaliningrad), corrispondente alle coordinate geografiche 54.363158°N 22.791978°E.